# Oldhorst
Oldhorst ist ein ländlich geprägtes Dorf und die kleinste Ortschaft der Stadt Burgwedel in der niedersächsischen Region Hannover.

## Geografie
Der Ort liegt östlich des Stadtzentrums und grenzt an Schillerslage, einer Ortschaft der Nachbarstadt Burgdorf, die sich mit der Landesstraße 383 verbinden.

## Geschichte
Im Mittelalter bildete Oldhorst zusammen mit Großburgwedel, Kleinburgwedel, Neuwarmbüchen und Fuhrberg das Kirchspiel Burgwedel. Die Kirchenbücher sind ab 1661 erhalten.

### Eingemeindungen
Im Zuge der Gebietsreform in Niedersachsen, die am 1. März 1974 stattfand, verlor die Gemeinde Oldhorst ihre politische Selbständigkeit und wurde eine Ortschaft der Gemeinde Burgwedel.

### Einwohnerentwicklung
| Jahr      | 1910  | 1925  | 1933  | 1939  | 1950  | 1956  | 1961  | 1970  | 1973  | 2007  | 2020  |
| --------- | ----- | ----- | ----- | ----- | ----- | ----- | ----- | ----- | ----- | ----- | ----- |
| Einwohner | 65    | 77    | 71    | 77    | 163   | 135   | 111   | 110   | 122   | 127   | 164   |
| Quelle    | [ 3 ] | [ 4 ] | [ 4 ] | [ 4 ] | [ 5 ] | [ 5 ] | [ 6 ] | [ 6 ] | [ 7 ] | [ 1 ] | [ 1 ] |

|  |

## Politik

### Ortsrat
Der Ortsrat von Oldhorst setzt sich aus fünf Ratsmitgliedern folgender Parteien zusammen:
- FDP: 3 Sitze
- CDU: 2 Sitze

(Stand:Kommunalwahlen in Niedersachsen 2021)

### Ortsbürgermeister
Der Ortsbürgermeister ist Henrik Grabowski (FDP). Sein Stellvertreter ist Tassilo Kogge (FDP).

### Wappen
Der Entwurf des Kommunalwappens von Oldhorst stammt von dem in Heraldiker und Grafiker Alfred Brecht, der zahlreiche Wappen in der Region Hannover erschaffen hat. Das Wappen wurde am 25. Juli 1965 durch den Regierungspräsidenten in Lüneburg erteilt.
| Wappen von Oldhorst | Blasonierung: „In Blau vor goldenem Bienenkorb zwei gekreuzte silberne Imkerbeile, darüber eine rechtshin streichende, golden bewehrte, silberne Gabelweihe.“ |
| Wappen von Oldhorst | Wappenbegründung: Es ist nachgewiesen, dass in der kleinen Gemeinde Oldhorst von jeher die Imkerei als besonderer Erwerbszweig der Landwirtschaft eine große Rolle gespielt hat. Deshalb zeigt das Wappen einen Bienenkorb und die Imkerbeile, die alten Zunftzeichen der Imker. Die im Wappen dargestellte Gabelweihe – auch Roter Milan genannt – soll für alle Zeiten daran erinnern, dass dieser jetzt noch größte Raubvogel unserer engeren Heimat, der durch fortschreitende Kultivierung der Wald- und Moorlandschaft immer mehr zurückgedrängt wird und auszusterben droht, noch heute im Raum der Gemeinde Oldhorst horstet. |

## Kultur und Sehenswürdigkeiten
- In einem Wäldchen nahe dem Ort befindet sich ein leerstehendes ehemaliges Munitionsdepot der Bundeswehr.

## Persönlichkeiten
Personen, die mit dem Ort in Verbindung stehen
- Kurt Griemsmann (* im 20. Jahrhundert), Heimatforscher, Autor sowie Gründer und Leiter der Volkshochschule in Großburgwedel, er verfasste umfangreiche Chroniken mit zahlreichen Illustrationen vor allem mit historischem Bildmaterial u. a. zu dem Ort Oldhorst